# 2S22 Bohdana
2S22 Bohdana (ukr. 2С22 Богдана) – ukraińska samobieżna haubicoarmata kalibru 155 mm z początku XXI wieku. Prototyp zbudowano na podwoziu kołowym KrAZ-63221, natomiast egzemplarze seryjnie powstawały na trzyosiowych podwoziach MAZ-6317 i czteroosiowych podwoziach Tatra.

## Geneza i prototyp
Pierwsze prace nad ukraińską haubicoarmatą samobieżną na podwoziu kołowym kalibru 155 mm, zgodnego ze standardem NATO, rozpoczęły się przynajmniej w 2009 roku, lecz przez kilka lat program był zamrożony wobec nikłego zainteresowania władz. Z powodu objęcia programu tajemnicą wojskową, jego historia nie jest pewna i częściowo opiera się na spekulacjach. Intensywniej pracowano przy projekcie po zagarnięciu Krymu przez Rosję, gdy wojsko w 2016 roku uruchomiło program badawczo-rozwojowy oraz sformułowało wymagania taktyczno-techniczne. Program realizowała spółka Kramatorskie Zakłady Budowy Obrabiarek Ciężkich w Kramatorsku przy udziale kooperantów. 10 sierpnia 2018 roku ujawniono fotografie prototypu na podwoziu trzyosiowej ciężarówki terenowej 6×6 KrAZ-63221 z długą kabiną, a niedługo przed tym nazwę działa: Bohdana (spotykana jest także nieprawidłowa transkrypcja rosyjska z cyrylicy: Bogdana). Nazwa nawiązywała do czeskich i słowackich haubic samobieżnych nazywanych żeńskimi imionami (Dana, Zuzana), a nadane oznaczenie 2S22 (ukr. 2С22) kontynuowało radziecki (i rosyjski) system indeksów GRAU.

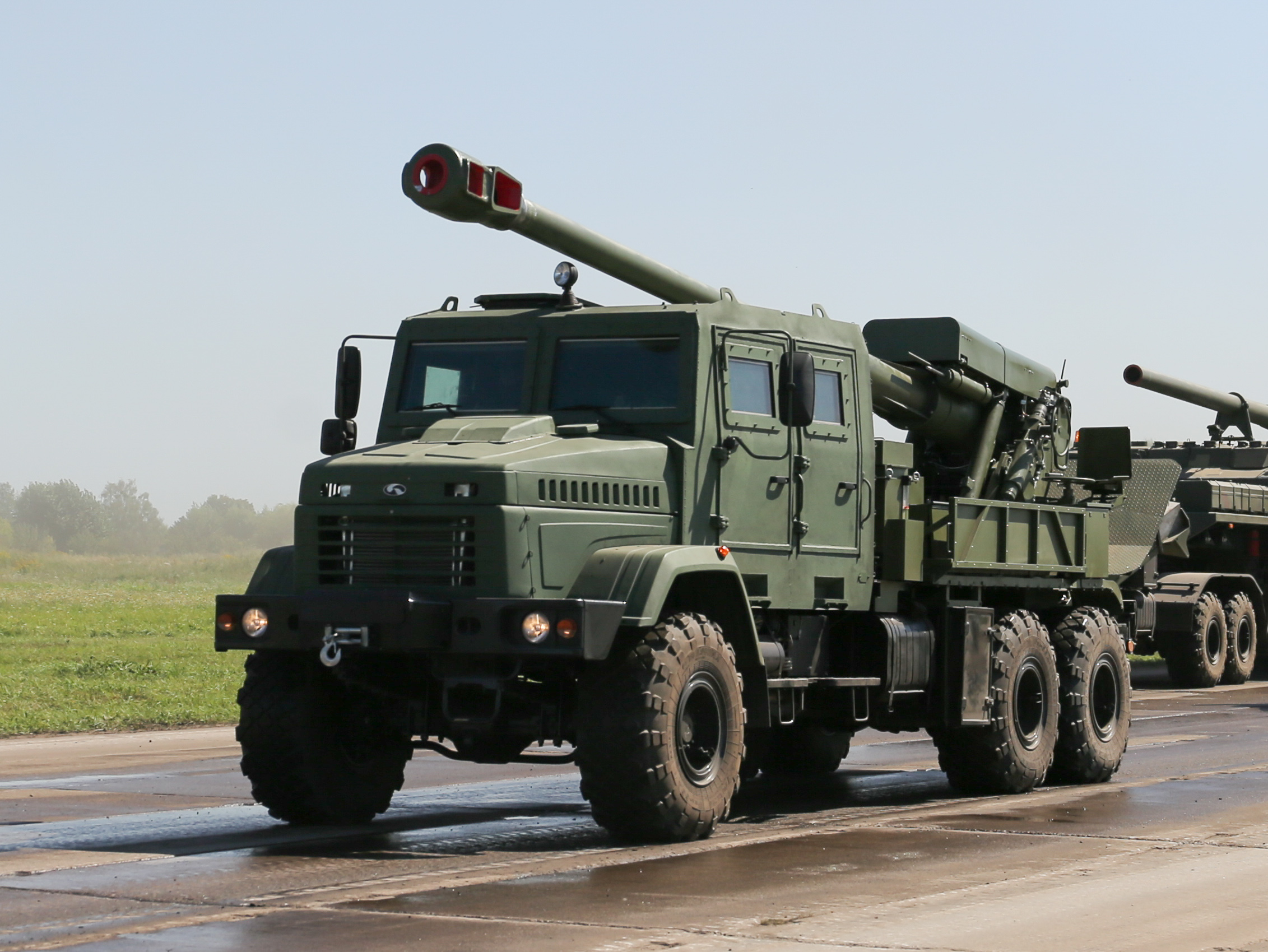
Prototyp Bohdany w 2018

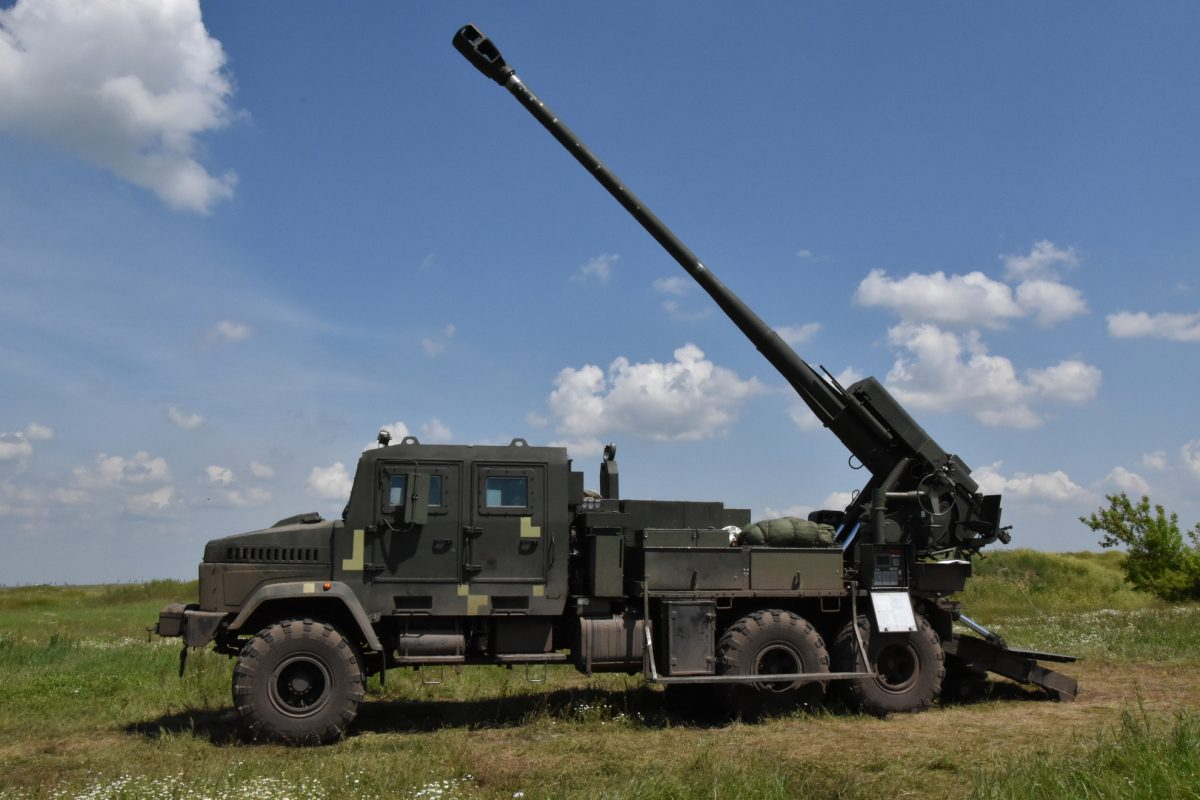
Prototyp w położeniu bojowym w 2021

Prototyp zaprezentowano publicznie na defiladzie 24 sierpnia 2018 roku. Próby przeciągały się, m.in. z powodu nieprodukowania w Ukrainie amunicji kalibru 155 mm (dotąd używano radzieckiego kalibru 152 mm). W tym czasie też zamówiono 66 (ostatecznie 26) czeskich haubicoarmat Dana-M2 dotychczasowego kalibru 152 mm. Dopiero w 2021 roku prowadzono intensywne testy ogniowe pociskami produkcji tureckiej i czeskiej, osiągając donośność 42 km amunicją z gazogeneratorem. Rozwiązania wymagała jednak kwestia nośnika, gdyż podwozie KrAZ-63221 było krytykowane za małą niezawodność, a przy tym jego producent AvtoKrAZ był od 2018 roku w upadłości. Działo nie otrzymało również przewidywanego pierwotnie automatu ładowania, ani nawet dosyłacza pocisków do lufy
W chwili inwazji Rosji na Ukrainę 24 lutego 2022 roku istniał tylko jeden częściowo rozmontowany prototyp Bohdany u producenta w Kramatorsku. Groziło mu zniszczenie na mocy rozkazu nakazującego niszczyć sprzęt, którego nie można ewakuować, z uwagi na zagrożenie Kramatorska przez wroga, lecz dzięki poświęceniu ludzi zaangażowanych w powodzenie projektu udało się wywieźć działo do Żytomierza i tam skompletować. Od kwietnia prototyp używany był bojowo na froncie.

## Produkcja

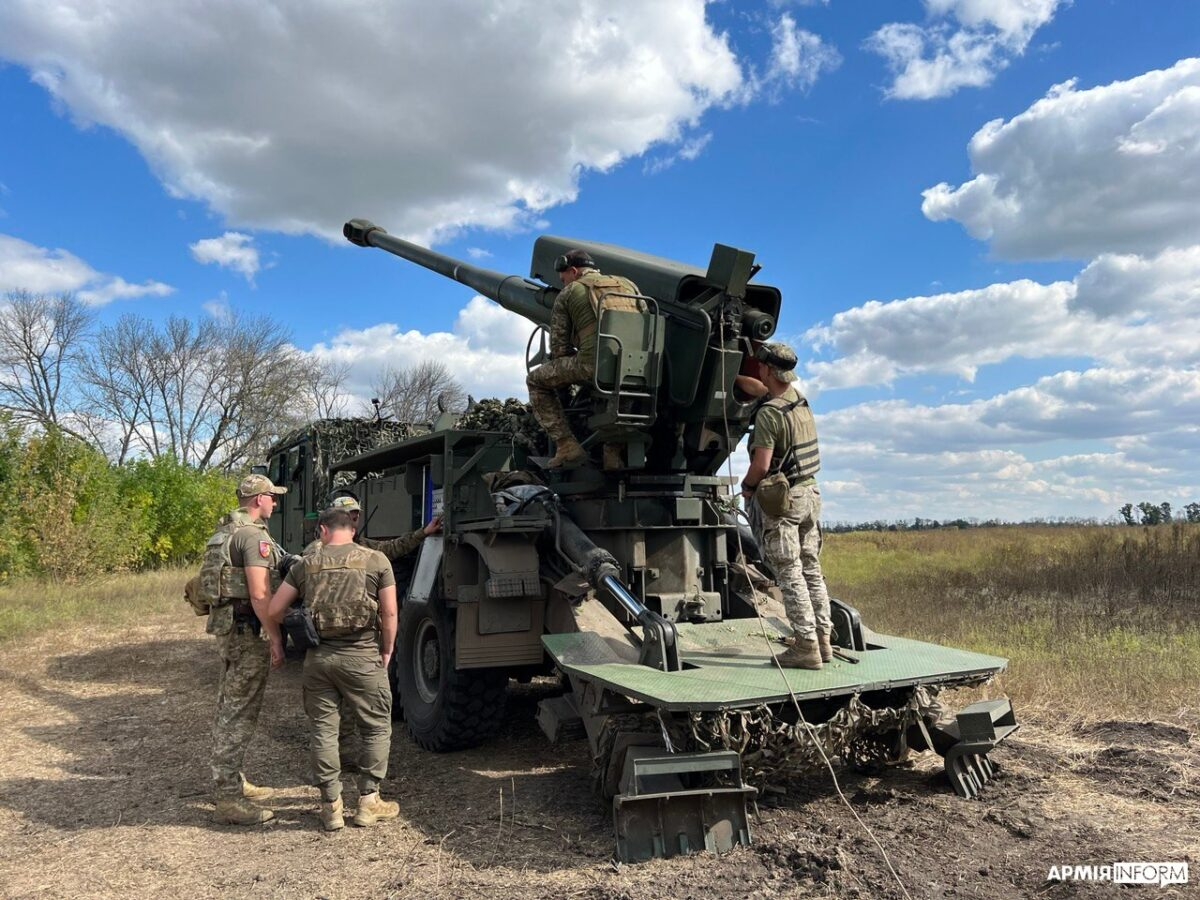
Bohdana 2.0 w położeniu bojowym

Po ataku Rosji wiosną 2022 roku Ukraina zdecydowała sfinansować produkcję seryjną Bohdan, na nowych podwoziach. W maju 2023 roku wyprodukowano pierwsze działa na trzyosiowych białoruskich ciężarówkach MAZ-6317 zakupionych przed wojną. Według innych źródeł, wykorzystano podwozia produkowane na licencji na Ukrainie jako Bogdan-6317. Zamontowano na nich długą opancerzoną kabinę z krótką maską silnika, produkcji Ukraińskiej Bronietechniki. Część artyleryjska została później ulepszona przez zastosowanie dosyłacza pocisków. Nieoficjalnie wersja ta znana jest w literaturze jako Bohdana 2.0 i prawdopodobnie powstało ich tylko kilka sztuk z powodu ograniczonej dostępności podwozi produkowanych na Białorusi, będącej sojusznikiem Rosji.
Kolejna wersja powstała w oparciu o czeskie wojskowe podwozie czteroosiowe Tatra 815-7T3RC1 8×8.R serii Tatra Force, z oryginalną opancerzoną długą kabiną wagonową Puma. Napęd stanowi silnik chłodzony powietrzem T3S-928-90 o mocy 400 KM. Oryginalnie podwozia te były zakupione przed wojną dla modernizacji artyleryjskich wyrzutni rakietowych BM-27 Uragan, lecz tylko części z nich użyto do tego celu. W literaturze wersja ta oznaczana jest jako Bohdana 3.0. Pierwsze zaprezentowano w lipcu 2023 roku. Również jednak liczba tych dział była ograniczona dostępnością specjalistycznych wojskowych podwozi, które musiałyby być w dalszej liczbie zamawiane w Czechach, przy długim około rocznym cyklu produkcyjnym.
W czwartej i ostatecznej jak na 2024 rok wersji zdecydowano się zastosować słabiej przystosowane do poruszania się w terenie, ale tańsze i bardziej dostępne komercyjne podwozie Tatry z napędem 8×8, prawdopodobnie z linii Tatra 158 Phoenix. Zastosowano w niej ponownie ukraińską kabinę pancerną Ukraińskiej Bronietechniki z krótką maską, jak w wersji 2. Brak jest oficjalnych informacji, jaki silnik został wybrany do napędu z oferowanych z serii PACCAR o mocach od 360 do 510 KM. Pierwsze zdjęcia wariantu nieoficjalnie znanego jako Bohdana 4.0 pojawiły się na początku 2024 roku.
Według nieoficjalnych informacji, do końca 2023 roku powstało ok. 30 dział samobieżnych. Na początku 2024 roku moce produkcyjne były określane na osiem pojazdów miesięcznie, a od kwietnia – 10. W marcu 2025 roku według prezesa Ukraińskiego Stowarzyszenia Firm Zbrojeniowych możliwości produkcyjne sięgnęły „znacząco ponad 18 sztuk” miesięcznie (spekuluje się o 30–40 sztukach).
Właściwości
- donośność: od 0,78 do 40 km pociski odłamkowe lub ok. 50–60 km pociski wspomagane rakietowo
- szybkostrzelność: 6 pocisków na minutę
- zapas przewożonej amunicji: 20 szt. amunicji
- zautomatyzowany system ładowania
- system kierowania ogniem firmy Siemens z dodatkowym (zewnętrznym) panelem[12]

## Służba

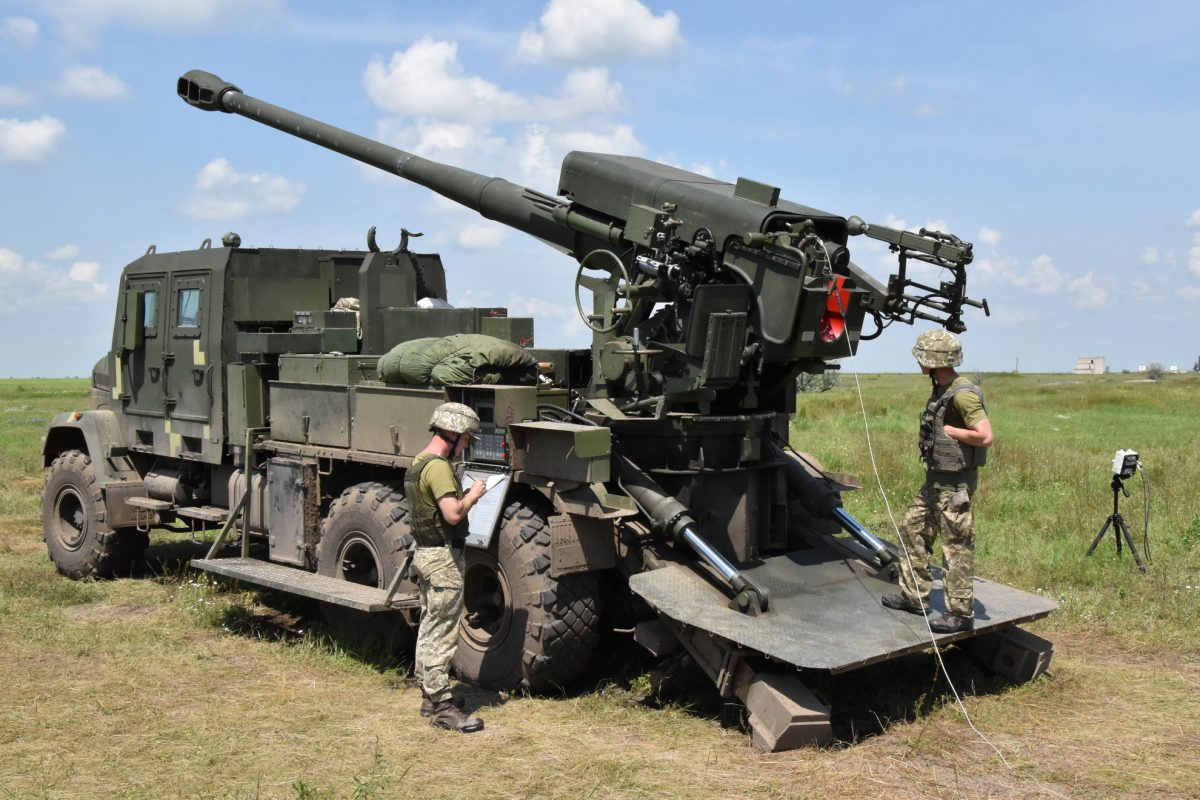
Prototyp Bohdany w położeniu bojowym podczas prób

Podczas inwazji Rosji na Ukrainę prototyp Bogdany został użyty bojowo. Prawdopodobnie w marcu 2022 roku został przekazany 1 Samodzielnej Brygadzie Specjalnego Przeznaczenia im. Iwana Bohuna, a w kwietniu zadebiutował bojowo w walkach w rejonie Krzywego Rogu. W czerwcu 2022 roku prototypowa Bohdana została przetransportowana na wybrzeże w delcie Dunaju koło miasta Wilkowo, wraz z jednym działem CAESAR, skąd 19 czerwca rozpoczęto ostrzał na maksymalnym zasięgu ok. 40 km zajętej przez Rosję Wyspy Wężowej. Po pokonaniu pierwszych problemów technicznych, od 21 do 30 czerwca ostrzeliwano wyspę, doprowadzając w końcu do jej porzucenia przez Rosję.
Brak jest oficjalnej informacji o przyjęciu Bohdany na uzbrojenie Sił Zbrojnych Ukrainy, ani szczegółów dotyczących ich służby i przydziału, niemniej produkowane od 2023 roku działa kierowane były do jednostek walczących na froncie. Między innymi działa wersji 2 i 3 otrzymała również 1 Samodzielna Brygada Specjalnego Przeznaczenia. Walczyły głównie w Donbasie. Bohdany wersji 4.0 weszły do służby na początku 2024 roku w 47 Samodzielnej Brygadzie Artylerii, a następnie innych oddziałach.
Armatohaubica samobieżna Bohdana odpowiada własnościami balistycznymi współczesnym standardom NATO i przewyższa pod tym względem wszystkie znajdujące się w służbie rosyjskie systemy artyleryjskie kalibru 152 mm.